# 임페라토르: 롬
《임페라토르: 롬》(Imperator: Rome)는 패러독스 인터랙티브가 개발하고 배급한 대전략 전쟁 게임으로, 2019년 4월 25일 발매되었다. 2008년 패러독스가 발매한 유로파 유니버설리스: 로마의 뒤를 잇는 작품이다. 비평가들로부터 전반적으로 긍정적인 평가를 받았다.

## 게임플레이
이 게임의 시기는 450 AUC(기원전 304년)에서 시작하며 로마제국의 건국과 디아도코이 전쟁 기간을 포함한다. 지도는 이베리아반도에서 인도에 이르는 지역을 아우르며 7,000곳이 넘는 도시를 장식한다. 패러독스의 이전 게임들과 비슷하게 이 게임 안의 모든 국가들을 플레이할 수 있다. 이 게임은 캐릭터 관리, 다양한 인구, 새 전투 전술, 군사 기술, 각기 다른 정부 형태, 바바리안과 반항군, 무역, 지방 발전을 포함한 다양한 기능을 광고한다. 이 게임은 2008년 패러독스가 출시한 유로파 유니버설리스: 로마의 뒤를 잇는다.

## 평가
리뷰 애그리게이터 메타크리틱에 따르면 이 게임은 비평가들로부터 전반적으로 호의적인 평가를 받았다.